# Popis ruskih vladara
Povijest Rusije i njenih nekdašnjih država se dijeli na dva potpuno odvojena razdoblja. Prvo je ono Kijevske države koje završava invazijom Mongola, a drugo počinje pretvaranjem Moskovskog kneževstva u Rusko carstvo. Još prije kraja Kijevskog doba u drugoj polovici XII. stoljeća dolazi do premještaja tamošnje prijestolnice u Vladimira za čiju titulu kao najprestižniju će ratovi Tvera i Moskve trajati sve od druge polovice XIII do XV. stoljeća kada novi neupitni gospodar postaje Moskva. Za podatke o vladarima Rusije tijekom razdoblja Kijeva treba pogledati stranicu Popis vladara Kijevske Rusi
Povijest svih tih kneževstva i kasnijeg Carstva je povijest stalnih dvorskih zavjera ili građanskih ratova za vlast. Samo uzimajući u obzir za rusku povijest mirna, zakonski dobro ustrojena nasljeđivanja krune tijekom doba Moskve i Ruskog carstva  u razdoblju između XV i XX stoljeća nikada nije prošlo sto godina bez minimalno jedne uspješne, protuzakonite uzurpacije krune.

## Veliki knezoviMoskve
| Knez                  | Otac                            | Vrijeme Vladanja                          | Bilješke                                                                                               |
| Veliki kneževi Moskve | Veliki kneževi Moskve           | Veliki kneževi Moskve                     | Veliki kneževi Moskve                                                                                  |
| --------------------- | ------------------------------- | ----------------------------------------- | --- |
| Danijel               | Aleksandar Nevski               | 1263. – 5. ožujka 1303.                   | |
| Juraj I.              | Danijel                         | 5. ožujka 1303. – 2. studenog 1325.       | Prvi veliki knez Moskve i Vladimira                                                                    |
| Ivan I. Vreća novca   | Juraj I.                        | 2. studenog 1325. – 31. ožujka 1340.      | Od njega Veliki knez Moskve je i Veliki knez Vladimira.                                                |
| Simeon Ponosni        | Ivan I.                         | 31. ožujka 1340. – 1353.                  | Umro zajedno s djecom u epidemiji kuge                                                                 |
| Ivan II.              | Ivan I.                         | 1353. – 13. studenog 1359.                | |
| Dimitrije Donski      | Ivan II.                        | 13. studenog 1359. – 19. svibnja 1389. .  | Pobijedio je Mongole u bitci na Donu. Promijenio zakon nasljeđivanja                                   |
| Vasilije I.           | Dimitrije Donski                | 19. svibnja 1389. – veljača 1425.         | Protivno zakonu Dimitrija Donskog postavio sina za nasljednika.                                        |
| Vasilije II. Slijepi  | Vasilije I.                     | 1425. – 1433.                             | Protivno zakonu kao maloljetnik je u dvorskoj zavjeri postao vladar.                                   |
| Juraj II.             | Vasilije I.                     | 1433. – srpanj 1434.                      | Izvršio državni udar. Inače zakoniti nasljednik Vasilija I.                                            |
| Vasilije Kosoj        | Juraj II.                       | srpanj 1434. – prosinac 1434.             | izdan od brata Dimitrije (II)., Šemjaka.                                                               |
| Vasilije II. Slijepi  | Vasilije I.                     | 1434. – 1446.                             | Ukinuo zakon Dimitrija Donskog i vratio prvenstvo sinova nad braćom.                                   |
| Dimitrije II. Šemjaka | Juraj II.                       | 1446. – 1448.                             | Oslijepio Vasilija II. Niti on niti njegov otac i brat se ne nalaze u službenom popisu ruskih vladara. |
| Vasilije II. Slijepi  | Vasilije I.                     | 1448. – 27. ožujka 1462.                  | Slijep se vratio na vlast u narodnoj buni.                                                             |
| Ivan III. Veliki      | Vasilije II. Slijepi            | 27. ožujka 1462. – 27. listopada 1505.    | Oženio Sofiju Paleolog. Nastanak mita trećeg Rima.                                                     |
| Vasilije III.         | Ivan III. Veliki                | 27. listopada 1505. – 3. prosinca 1533. . | Postao otac prvi put tri godine prije smrti.                                                           |
| Ivan IV. Grozni       | Vasilije III.                   | 3. prosinca 1533. – 16. siječnja 1547.    | Postao car                                                                                             |
| Simeon Bekbulatovič   | Šah Ali, kan Kasimovskog Kanata | 1574. – 1576.                             | Postavio ga Ivan IV. Grozni. Abdicirao kada je on to zatražio.                                         |
| Knez                  | Otac                            | Vrijeme Vladanja                          | Bilješke                                                                                               |

## CareviRusije
| Car                 | Otac               | Vrijeme Vladanja                      | Bilješke                                                   |
| Carevi Rusije       | Carevi Rusije      | Carevi Rusije                         | Carevi Rusije                                              |
| ------------------- | ------------------ | ------------------------------------- | ---------------------------------------------------------- |
| Ivan IV. Grozni     | Vasilije III.      | 16. siječnja 1547. – 18. ožujka 1584. | otrovan                                                    |
| Fjodor I. Zvonar    | Ivan IV. Grozni    | 18. ožujka 1584. – 7. siječnja 1598.  | Cijela vladavina je bila pod regenstvom Borisa Godunova.   |
| Boris Godunov       |                    | 21. veljače 1598. – 13. travnja 1605. | Izabrao ga je parlament nakon izumruća prethodne dinastije |
| Fjodor II.          | Boris Godunov      | 13. travnja 1605. – 1. srpnja 1605.   | Napravio vlastitom rukom kartu Rusije.                     |
| Lažni Dimitrije     |                    | 1. srpnja 1605. – 17. svibnja 1606.   | Predstavljao se kao princ Dimitrije sin Ivana IV.          |
| Vasilije IV. Šujski | Ivan Šujski        | 19. svibnja 1606. – 17. srpnja 1610.  | Oboren odlukom bojara. Umro u poljskom zarobljeništvu.     |
| Vladislav IV. Vasa  | Žigmund III. Vasa  | rujan 1610. – rujan 1612.             | Oboren narodnom bunom protiv poljske okupacije.            |
| Mihajlo I. Romanov  | patrijarh Filaret  | 21. veljače 1613. – 13. srpnja 1645.  | Izabrao ga parlament                                       |
| Aleksej I.          | Mihajlo I. Romanov | 13. srpnja 1645. – 26. siječnja 1676. | Uništio je Poljskoj status velesile                        |
| Fjodor III.         | Aleksej I.         | 26. siječnja 1676. – 7. svibnja 1682. | Bio je invalid od rođenja.                                 |
| Petar Veliki        | Aleksej I.         | 7. svibnja 1682. – 20. siječnja 1721. | Uzurpirao vlast starijeg brata Ivana V.                    |
| Ivan V.             | Aleksej I.         | 31. svibnja 1682. – 8. veljače 1696.  | Invalid od rođenja. Regent mu je bila sestra Sofija.       |
| Car                 | Otac               | Vrijeme Vladanja                      | Bilješke                                                   |

## Carevi cijeleRusije
| Car             | Otac                                     | Vrijeme Vladanja                        | Bilješke                                                                                            |
| Carevi Rusije   | Carevi Rusije                            | Carevi Rusije                           | Carevi Rusije                                                                                       |
| --------------- | ---------------------------------------- | --------------------------------------- | --------------------------------------------------------------------------------------------------- |
| Petar Veliki    | Aleksej I.                               | 20. siječnja 1721. – 8. veljače 1725.   | Okrunio se za cara cijele Rusije ( Imperatora ).                                                    |
| Katarina I.     | kmet Samuilo Skavronski                  | 8. veljače 1725. – 17. svibnja 1727.    | Dvorskim pučem uzurpirala vlast od Petra II.                                                        |
| Petar II.       | Aleksej Petrovič                         | 17. svibnja 1727. – 29. siječnja 1730.  | Umro na dan vjenčanja.                                                                              |
| Ana             | Ivan V.                                  | 6. veljače 1730. – 28. listopada 1740.  | Nakon dugotrajnih dvorskih dogovora izabrana za cara                                                |
| Ivan VI.        | Anton Ulrih                              | 28. listopada 1740. – 6. prosinca 1741. | Ana ga je kao pranećaka proglasila nasljednikom.                                                    |
| Elizabeta       | Petar Veliki                             | 6. prosinca 1741. – 5. siječnja 1762.   | Izvršila državni udar uz francusku financijsku pomoć                                                |
| Petar III.      | Karl Fridrih, vojvoda od Holsteina       | 5. siječnja 1762. – 28. lipnja 1762.    | Nećak carice Elizabete                                                                              |
| Katarina Velika | Kristijan August, knez od Anhalt-Zerbsta | 28. lipnja 1762. – 6. studenog 1796.    | Naredila ubojstvo zbačenih careva Petra III. i Ivana VI.                                            |
| Pavle           | Petar III.                               | 6. studenog 1796. – 23. ožujka 1801.    | Ubijen u atentatu organiziranom od Britanskog ( Hanoverskog ) generala u Ruskoj službi.             |
| Aleksandar I.   | Pavle                                    | 23. ožujka 1801. – 1. prosinca 1825.    | Njegova smrt izaziva dvorsku zavjeru.                                                               |
| Konstantin I.   | Pavle                                    | 9. prosinca 1825. – 25. prosinca 1825.  | Oboren od brata.                                                                                    |
| Nikola I.       | Pavle                                    | 25. prosinca 1825. – 2. ožujka 1855.    | Njegovo stupanje na prijestolje u zavjeri dovodi do dekabrističkog ustanka.                         |
| Aleksandar II.  | Nikola I.                                | 2. ožujka 1855. – 13. ožujka 1881.      | Ubijen u atentatu organiziranom od boraca za slobodu Poljske                                        |
| Aleksandar III. | Aleksandar II.                           | 13. ožujka 1881. – 1. studenog 1894.    | |
| Nikola II.      | Aleksandar III.                          | 1. studenog 1894. – 15. ožujka 1917.    | Abdicirao u korist brata. Ubijen u Oktobarskoj revoluciji                                           |
| Mihajlo II.     | Aleksandar III.                          | 15. ožujka 1917. – 16. ožujka 1917.     | Postavio uvjete za prihvaćanje krune. Uvjeti su bili odbijeni, a on ubijen u Oktobarskoj revoluciji |
| Car             | Otac                                     | Vrijeme Vladanja                        | Bilješke                                                                                            |

## Premijeri privremene vlade
| Premijer                   | Otac                                                           | Vrijeme Vladanja                    | Bilješke                                        |
| Premijeri privremene vlade | Premijeri privremene vlade                                     | Premijeri privremene vlade          | Premijeri privremene vlade                      |
| -------------------------- | -------------------------------------------------------------- | ----------------------------------- | ----------------------------------------------- |
| knez Grigorij Lavov        | Jevgenij Lavov, direktni potomak Rurjikovič kneževa Jaroslava. | 16. ožujka 1917. – 7. srpnja 1917.  | Izgubio je vlast zbog ustavnog pitanja Ukrajine |
| Aleksandar Kerenski        | Fjodor Kerenski                                                | 7. srpnja 1917. – 8. studenog 1917. | Oboren u Oktobarskoj revoluciji                 |
| Premijer                   | Otac                                                           | Vrijeme Vladanja                    | Bilješke                                        |

## Predsjednik Sovjeta narodnih komesara Rusije
| Predsjednik                                  | Otac                                         | Vrijeme Vladanja                             | Bilješke                                             |
| Predsjednik Sovjeta narodnih komesara Rusije | Predsjednik Sovjeta narodnih komesara Rusije | Predsjednik Sovjeta narodnih komesara Rusije | Predsjednik Sovjeta narodnih komesara Rusije         |
| -------------------------------------------- | -------------------------------------------- | -------------------------------------------- | ---------------------------------------------------- |
| Vladimir Lenjin                              | Ilija Uljanov                                | 8. studenog 1917. – 30. prosinca 1922.       | Nastanak Saveza Sovjetskih Socijalističkih Republika |
| Predsjednik                                  | Otac                                         | Vrijeme Vladanja                             | Bilješke                                             |

Za daljnji popis vladara Rusije između 1923. i 1991. godine treba otići na stranicu Vođe Sovjetskog Saveza

## Predsjednik Rusije
| Predsjednik        | Otac               | Vrijeme Vladanja                        | Bilješke                                            |
| Predsjednik Rusije | Predsjednik Rusije | Predsjednik Rusije                      | Predsjednik Rusije                                  |
| ------------------ | ------------------ | --------------------------------------- | --------------------------------------------------- |
| Boris Jeljcin      | Nikola Jeljcin     | 25. prosinca 1991. – 31. prosinca 1999. | Napustio položaj da ga preda odabranom nasljedniku. |
| Vladimir Putin     | Vladimir Putin     | 31. prosinca 1999. – 7. svibnja 2008.   |                                                     |
| Dmitrij Medvjedev  | Anatolij Medvjedev | 7. svibnja 2008. – 7. svibnja 2012.     |                                                     |
| Vladimir Putin     | Vladimir Putin     | 7. svibnja 2012. –                      |                                                     |
| Predsjednik        | Otac               | Vrijeme Vladanja                        | Bilješke                                            |